# 大學體戰：少年選手村
《大學體戰：少年選手村》（韓語：대학체전: 소년선수촌），由韓國地面电视台MBC於2024年2月18日起播出，是韓國首部以體育、生存競賽的真人秀綜藝節目。由真人實境秀《鋼鐵部隊》、《體能之巔：百人大挑戰》的編劇姜淑景負責企劃，金曜漢主持，並由40名分別來自8間大學組成的體大學生團隊以各大學的名譽進行名種體能對決。
台灣由friDay影音自2月19日起每週一獨家播出。

## 出演者
- 金曜漢：MC，前跆拳道国家代表队常备军。
- 張恩實：教练，前摔跤選手。
- 李大勋：教练，前跆拳道選手。
- 尹誠彬：教练，前钢架雪车選手。
- Dex：教练，前韓國職業軍人，于反恐特战队水中爆破队服役。

### 出戰大學團隊
| 学校         | 成员       | 介绍                                                       |
| ------------ | ---------- | ---------------------------------------------------------- |
| 高麗大學     | 申相允（신상윤） | 1997年生，就读体育教育系，曾是一名冰球运动员。             |
| 高麗大學     | 李俊宇（이준우） | 2001年生，就读体育教育系，橄榄球专攻。                     |
| 高麗大學     | 金起贤（김기현） | 2002年生，就读体育教育系，足球专攻。                       |
| 高麗大學     | 李建浩（이건호） | 2003年生，就读体育教育系，棒球专攻。                       |
| 高麗大學     | 文愉铉（문유현） | 2004年生，就读体育教育系，篮球专攻。                       |
| 延世大學     | 赵秀贤（조수현） | 1998年生，就读体育应用产业学系，健美专攻。                 |
| 延世大學     | 李英雄（이영웅） | 1999年生，就读体育教育系，曾是一名游泳运动员。             |
| 延世大學     | 郑民重（정민중） | 2000年生，就读体育应用产业学系。                           |
| 延世大學     | 陈建豪（진건호） | 2001年生，就读体育教育系。                                 |
| 延世大學     | 许允赫（허윤혁） | 2004年生，就读体育教育系，橄榄球专攻。                     |
| 成均馆大学   | 朴灿阳（박찬양） | 1995年生，就读体育科学系，田径专攻。                       |
| 成均馆大学   | 朴世光（박세광） | 2001年生，就读体育科学系，曾是一名拳击运动员。             |
| 成均馆大学   | 李政勋（이정훈） | 2002年生，就读体育科学系，曾是一名篮球运动员。             |
| 成均馆大学   | 李润尚（이윤성） | 2003年生，就读体育科学系，曾是一名篮球运动员。             |
| 成均馆大学   | 李勉佑（이면우） | 2003年生，就读体育科学系，棒球专攻。                       |
| 东国大学     | 孙泰贤（손태현） | 1999年生，就读体育教育系。                                 |
| 东国大学     | 朴周元（박주원） | 2001年生，就读体育教育系。                                 |
| 东国大学     | 河仁植（하인식） | 2001年生，就读体育教育系。                                 |
| 东国大学     | 李承熙（이승희） | 2003年生，就读体育教育系。                                 |
| 东国大学     | 朴廷镇（박정진） | 2004年生，就读体育教育系。                                 |
| 庆熙大学     | 孔太贤（공태현） | 1998年生，就读体育指导系，曾是一名足球运动员。             |
| 庆熙大学     | 郑雨盛（정우성） | 1998年生，就读体育指导系，曾是一名排球运动员。             |
| 庆熙大学     | 金显佑（김현우） | 2001年生，就读跆拳道系，跆拳道专攻。                       |
| 庆熙大学     | 池胜贤（지승현） | 2003年生，就读体育指导系，篮球专攻。                       |
| 庆熙大学     | 李炫准（이현준） | 2004年生，就读体育指导系，橄榄球专攻。                     |
| 龙仁大学     | 金宽佑（김관우） | 1999年生，就读东洋武艺系，龙武道、格斗专攻。               |
| 龙仁大学     | 杨赫俊（양혁준） | 1999年生，就读体育系、特殊体育教育系，曾是一名足球运动员。 |
| 龙仁大学     | 赵显宰（조현재） | 2000年生，就读武道体育系，拳击专攻。                       |
| 龙仁大学     | 金英光（김영광） | 2000年生，就读跆拳道系。                                   |
| 龙仁大学     | 金亨振（김형진） | 2002年生，就读武道体育系，摔跤专攻。                       |
| 中央大学     | 俞永镇（유영진） | 1997年生，就读生活休闲体育系，力量训练专攻。               |
| 中央大学     | 金基铉（김기현） | 1998年生，就读体育教育系。                                 |
| 中央大学     | 尹尚赫（윤상혁） | 1999年生，就读生活休闲体育系，棒球专攻。                   |
| 中央大学     | 崔贤胜（최현승） | 2002年生，就读体育产业系，棒球专攻。                       |
| 中央大学     | 方民赫（방민혁） | 2003年生，就读生活休闲体育系，曾是雪橇运动员。             |
| 韩国体育大学 | 安施贤（안시현） | 2001年生，就读体育系，水球专攻。                           |
| 韩国体育大学 | 吴政民（오정민） | 2001年生，就读体育系，举重专攻。                           |
| 韩国体育大学 | 赵兴祖（조홍조） | 2001年生，就读体育系，三级跳远专攻。                       |
| 韩国体育大学 | 韩五星（한오성） | 2002年生，就读体育系，摔跤专攻。                           |
| 韩国体育大学 | 吕政洙（어정수） | 2002年生，就读体育系，赛艇专攻                             |

## 分集列表
| 集數 | 標題 | 中译标题             | 首播日期      | 时长    |
| ---- | --- | -------------------- | ------------- | ------- |
| 1    | 2024《大学体战：少年选手村》终于开幕 各大学竞争对手大对决开始了！ 2024 '대학체전:소년선수촌' 드디어 개막 대학별 라이벌 빅매치가 시작된다!                                | 选手登场             | 2024年2月18日 | 75分钟  |
| 2    | 历代级力量与力量的对决 摔跤VS柔道难以预测的胜负 역대급 힘과 힘의 대결 씨름 VS 역도의 예측 불허 승부                                                                      | 力量对决             | 2024年2月25日 | 77分钟  |
| 3    | 连续爆冷门！沙袋争夺战首次淘汰的主人公是？ 이변의 연속! 샌드백 쟁탈전 첫 탈락 후보 주인공은?                                                                             | 沙袋争夺战（一）     | 2024年3月3日  | 83分钟  |
| 4    | 在淘汰面前毫不留情的他们！沙袋争夺战最后一集 탈락 앞에 자비 없는 그들! 샌드백 쟁탈전 최종편                                                                              | 沙袋争夺战（二）     | 2024年3月10日 | 82分钟  |
| 5    | 高延延高战淘汰者是？！团队默契的胜负，还有绳索接力！ 고연 연고전 탈락자는?! 팀워크의 승부, 파워로프 릴레이까지!                                                          | 战斗绳接力赛（一）   | 2024年3月17日 | 78分钟  |
| 6    | 中央大学VS韩国体育大学的的复仇赛！然后第三个被淘汰的学校是？ 중앙대 VS 한국체대의 리벤지 매치! 그리고 세번째 탈락 학교는?                                                | 战斗绳接力赛（二）   | 2024年3月24日 | 89分钟  |
| 7    | 进军4强的最强大学是？历代级规模的任务，集装箱时间突袭 4강에 진출할 최강의 대학교는? 역대급 스케일의 미션, 컨테이너 타임어택                                              | 货柜竞速             | 2024年3月31日 | 104分钟 |
| 8    | 在这里输的话就完了…！最弱的延世大学与夺冠热门韩国体育大学展开悬崖边的角逐 여기서 지면 끝이야…! 최약체 연세대와 우승후보 한체대의 벼랑 끝 싸움                            | 殊死战与四强赛（一） | 2024年4月7日  | 94分钟  |
| 9    | 众望所归的4强赛最后一篇！霸气的东国大学VS充满力量的龙仁大学！究竟谁将统治这个地方？ 대망의 4강전 최종편! 패기의 동국대 VS 힘의 용인대! 과연 이곳을 지배할 자는 누구인가? | 四强赛和最后的殊死战 | 2024年4月14日 | 83分钟  |
| 10   | 不屈不挠的庆熙大学VS不死鸟延世大学VS绝对强者龙仁大学，决出最强大学的决赛 불굴의 경희대 VS 불사조 연세대 VS 절대강자 용인대, 최강의 대학교를 가릴 결승전                  | 决战时刻             | 2024年4月21日 | 86分钟  |

## 收视率
《大学体战：少年选手村》于2024年2月18日在韩国MBC电视台开播，首集录得全国平均收视率1.6%，较该时段上一档节目《既然出生就环游世界3》最后一集收视率（6.2%）大幅下降，也远低于同时段播出的SBS综艺节目《我家的熊孩子》（13.4%）和KBS2电视剧《高丽契丹战争》（11.5%）。
| 集數 | 播出日期      | 尼爾森全國收視率 | 尼爾森全國收視率 |
| 集數 | 播出日期      | 家庭戶比例       | 人數（百萬）     |
| ---- | ------------- | ---------------- | ---------------- |
| 1    | 2024年2月18日 | 1.6%             | 不適用           |
| 2    | 2024年2月25日 | 2%               | 不適用           |
| 3    | 2024年3月3日  | 1.4%             | 不適用           |
| 4    | 2024年3月10日 | 1.1%             | 不適用           |
| 5    | 2024年3月17日 | 1%               | 不適用           |
| 6    | 2024年3月24日 | 1.3%             | 不適用           |
| 7    | 2024年3月31日 | 0.9%             | 不適用           |
| 8    | 2024年4月7日  | 0.9%             | 不適用           |
| 9    | 2024年4月14日 | 0.8%             | 不適用           |
| 10   | 2024年4月21日 | 0.9%             | 不適用           |

## 外部連結
- 韓國MBC官方網站
- Daum上《大學體戰：少年選手村》的資料

| MBC 周日 21:10（KST）                               | MBC 周日 21:10（KST）                                | MBC 周日 21:10（KST） |
| --------------------------------------------------- | ---------------------------------------------------- | --------------------- |
|                                                     | 大学体战：少年选手村 （2024年2月18日—2024年4月21日） |                       |
| 既然出生就環遊世界3 （2023年11月26日—2024年2月4日） | Song Stealer （2024年5月5日—）                       |                       |